# Мерит Парк (Њујорк)
Мерит Парк (енгл. Merritt Park) насељено је место без административног статуса у америчкој савезној држави Њујорк.

## Демографија
По попису из 2010. године број становника је 1.256.
| Група             | 2000.    | 2010.       |
| Белци             | 0 (0,0%) | 577 (45,9%) |
| Афроамериканци    | 0 (0,0%) | 118 (9,4%)  |
| Азијати           | 0 (0,0%) | 430 (34,2%) |
| Хиспаноамериканци | 0 (0,0%) | 108 (8,6%)  |
| Укупно            | 0        | 1.256       |